# Karmen Bruus
Karmen Bruus (ur. 24 stycznia 2005) – estońska lekkoatletka specjalizująca się w skoku wzwyż.
W 2022 zajęła 7. miejsce na mistrzostwach świata w Eugene, wyrównując wynikiem 1,96 rekord Estonii i nieoficjalny rekord świata juniorów młodszych. Niespełna trzy tygodnie później triumfowała na światowym czempionacie do lat 20.
Złota medalistka mistrzostw Estonii.  
Rekordy życiowe: stadion – 1,96 (19 lipca 2022, Eugene) rekord Estonii, nieoficjalny rekord świata juniorów młodszych; hala – 1,91 (5 marca 2022, Valmiera).

## Osiągnięcia
| Rok  | Impreza                               | Miejsce    | Pozycja           | Wynik |
| ---- | ------------------------------------- | ---------- | ----------------- | ----- |
| 2021 | Mistrzostwa Europy juniorów           | Tallinn    | el. – 22. miejsce | 1,74  |
| 2022 | Mistrzostwa Europy juniorów młodszych | Jerozolima | 7. miejsce        | 1,75  |
| 2022 | Mistrzostwa świata                    | Eugene     | 7. miejsce        | 1,96  |
| 2022 | Mistrzostwa świata juniorów           | Cali       | 1. miejsce        | 1,95  |
| 2022 | Mistrzostwa Europy                    | Monachium  | el. – 15. miejsce | 1,83  |
| 2023 | Halowe mistrzostwa Europy             | Stambuł    | el. – 12. miejsce | 1,87  |